# Megaphobema teceae
Megaphobema teceae é uma espécie de tarântula / caranguejeira (terafosídeos) do gênero Megaphobema. Foi descrita em 2006 por Laura Tavares Miglio, Fernando Pérez-Miles e Alexandre Bragio Bonaldo com base em 14 indivíduos coletados em Juruti, no Pará. É a primeira espécie desse gênero a ser localizada na região nordeste da América do Sul. Machos desse gênero são caracterizados por um órgão palpal com êmbolo côncavo-convexo muito largo com quilhas superiores e inferiores prolaterais e quilhas acessórias apicais e prolaterais; e as fêmeas possuem um receptáculo espermatecal transversalmente estriado. Machos e fêmeas da espécie M. teceae divergem das demais espécies do gênero pelo conspícuo tubérculo pós-ocular em machos e fêmeas.
A região na qual os indivíduos de M. teceae foram localizados é foco de atividades mineradoras para extração de bauxita, o que pode colocar em risco a sobrevivência da espécie. As autoridades que descreveram a espécie sugeriram medidas compensatórias na área adjacente à localização para salvaguardar essas tarântulas. Em 2007, foi classificada como vulnerável na Lista de espécies de flora e fauna ameaçadas de extinção do Estado do Pará; e em 2018, como pouco preocupante no Livro Vermelho da Fauna Brasileira Ameaçada de Extinção do Instituto Chico Mendes de Conservação da Biodiversidade (ICMBio).